# Arena Costas Papaellinas
La Arena Costas Papaellinas es un pabellón deportivo multipropósito en Strovolos, un sector de la ciudad de Nicosia, la capital de la isla y nación de Chipre. Es el lugar que funciona como del equipo de baloncesto conocido como Keravnos BC. Actualmente la arena tiene una capacidad de alrededor de 2000 asientos.